# Квіткоїд золотобокий
Квіткоїд золотобокий (Dicaeum aureolimbatum) — вид горобцеподібних птахів родини квіткоїдових (Dicaeidae).

## Поширення
Ендемік Індонезії. Поширений на острові Сулавесі та декількох супутніх дрібних островах Селаяр, Тогіан, Бангка, Бутон, Тукангбесі і Сангіхе. Його природні місця проживання — субтропічні або тропічні вологі низинні ліси та субтропічні або тропічні вологі гірські ліси.

## Підвиди
Включає два підвиди:
- D. a. aureolimbatum (Wallace, 1865)
- D. a. laterale Salomonsen, 1960 — острови Сангіхе.